# Charles Elworthy, Barão Elworthy
Marechal Samuel Charles Elworthy, Barão Elworthy KG, GCB, CBE, DSO, LVO, DFC, AFC (23 de março de 1911 – 4 de abril de 1993) foi um militar da Real Força Aérea do Reino Unido, nascido na Nova Zelândia, um dos comandantes da Força Aérea e chefe do Estado Maior de Defesa do Reino Unido.